# Миряна Аджич
Миряна Любомирова Аджич (на македонска литературна норма: Мирјана Љубомирова Аџиќ) е лекарка, интернистка, геронтоложка от Северна Македония.

## Биография
Родена е на 1 юни 1950 година в град Ниш, тогава във Федеративна народна република Югославия. В 1976 година завършва Медицинския факултет на Скопския университет. В 1991 година специализира вътрешни болести. Насочва се професионално към гериатрия и палиативна медицина. От 1988 годиа е директор на Геронтоложкия институт „13 ноември“ в Скопие. От 1997 година е член на Съвета на Фондацията Суе Ридер Царе – Лондон. В 2000 година става примариус. Авторка е на много научни трудове.